# Tszwai So

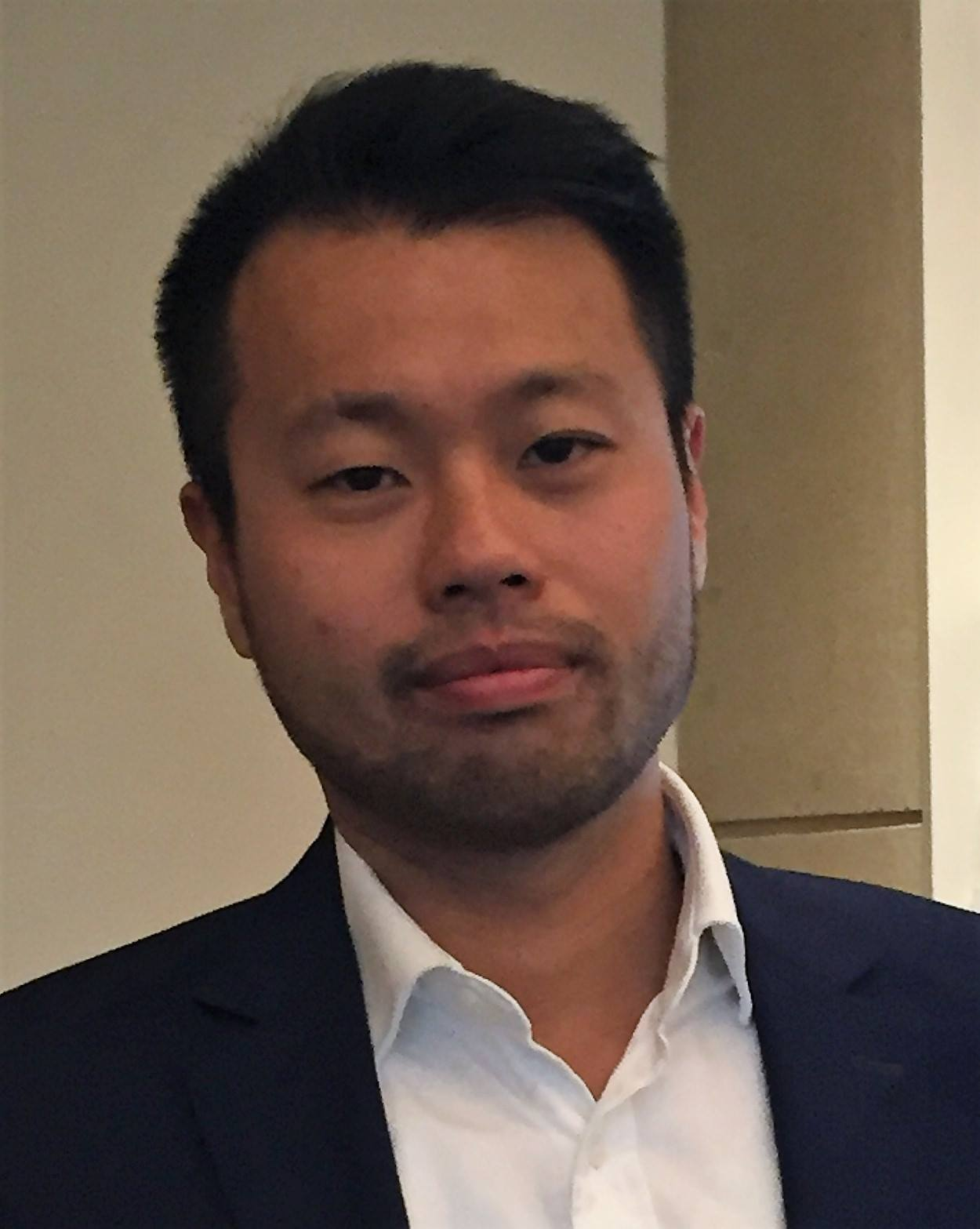
Tszwai So

Tszwai So (geb. 1981) ist ein britischer Architekt, bekannt vor allem durch den Entwurf der preisgekrönten belarussischen Sankt-Kyrill-Kirche in London.

## Biographie
Geboren in China, So wuchs im Britischen Hongkong auf. Er studierte Architektur an der Universität Hongkong und absolvierte 2003 mit dem den Ho-Fook-Architekturpreis. Später zog er nach Großbritannien und studierte am Wolfson College der University of Cambridge. 2011 gründete So mit einem Partner ein Architekturbüro mit Sitz in London und Accra. Zu ihren Kunden zählen das Birkbeck College, das römisch-katholische Erzbistum Westminster, der Heilige Stuhl, die Queen Mary University von London und andere.

## Architektur

### Belarussische Kirche, London

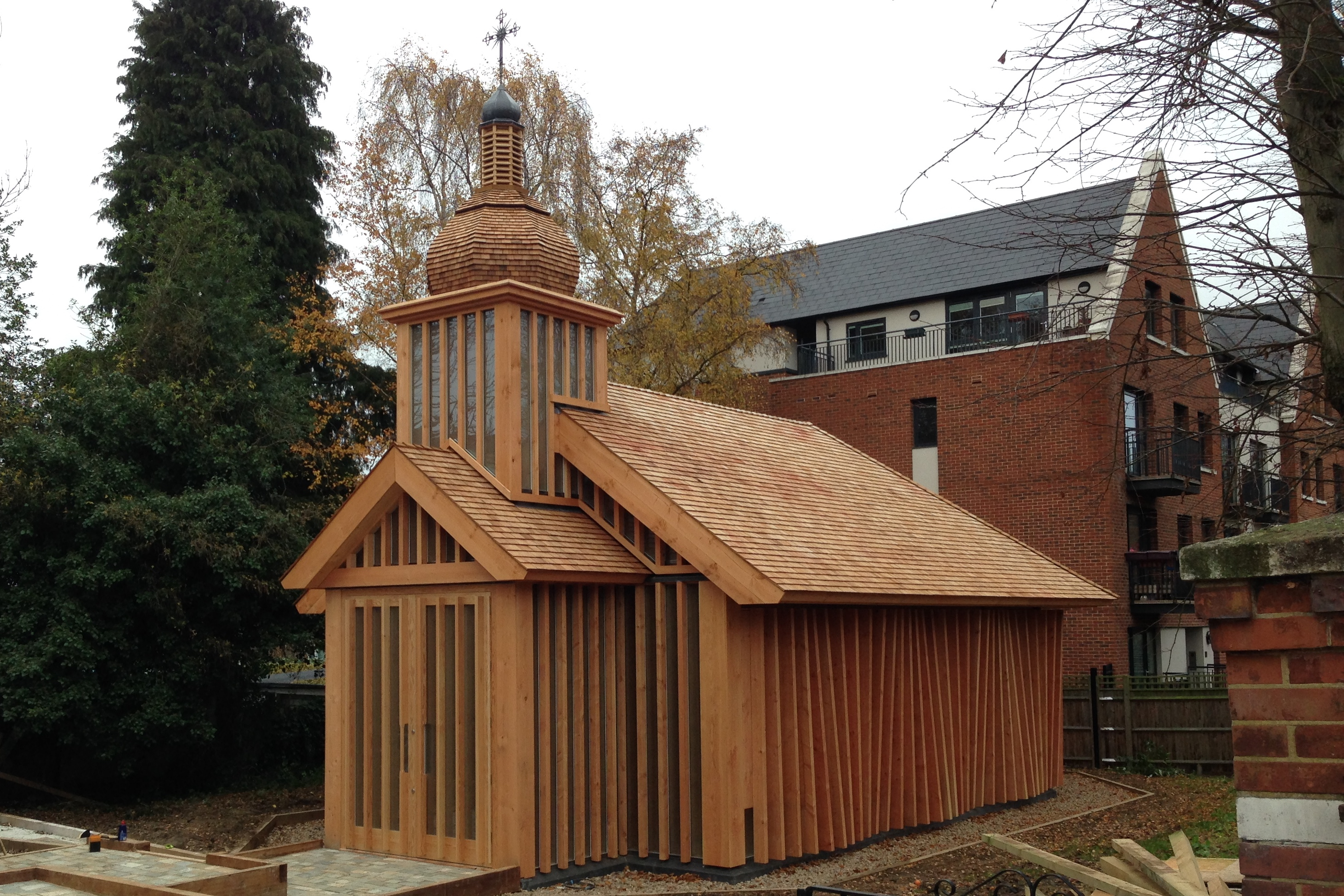
Die belarussische Kirche in London

So wurde als Autor des Projekts der belarussischen unierten katholischen Sankt-Kyrill-Kirche in London, das im Auftrag des Heiligen Stuhls 2017 fertiggestellt wurde, erstmals international bekannt. Die Kirche ist die erste Holzkirche, die seit dem Großen Brand von London von 1666 in der Stadt gebaut wurde. Das Projekt gewann einige britische und internationale Preise und wurde für den Preis der Europäischen Union für zeitgenössische Architektur nominiert.

### An Echo in Time
Im März 2018 gewann der anonyme Beitrag von So, genannt "An Echo in Time", den von der EU unterstützten internationalen Wettbewerb für den Projekt der ersten gesamteuropäischen Gedenkstätte für alle Opfer des Totalitarismus des 20. Jahrhunderts auf dem Jean-Rey-Platz in Brüssel. Zur Jury gehörten unter anderem Norman Foster, László Tőkés und Tibor Navracsics. Der Wettbewerb wurde von dem EU-Bildungsprojekt Platform of European Memory and Conscience organisiert.

### Große Synagoge von Slonim
Im August 2018 berichtete das belarussische Staatsfernsehen, dass Tszwai So mit der Foundation for Jewish Heritage in Großbritannien und der Familie der britischen Fernsehmoderatorin Natasha Kaplinsky an einem Sanierungsprojekt für die im 17. Jahrhundert errichtete Große Synagoge von Slonim in Belarus arbeitete. Slonim ist die Heimatstadt der Familie Kaplinsky.

## Zeichnungen
Sos Zeichnungen des preisgekrönten Entwurfs von "An Echo in Time" bekamen 2018 den ersten Preis bei der weltweiten RIBA Journal International Drawing Competition. Seine Zeichnungen wurden vom 29. August bis zum 12. September 2018 im Royal Institute of British Architects in London und dann bis zum 30. Oktober in RIBA North in Liverpool ausgestellt.

## Wissenschaft und Soziales
So unterrichtet er an der University of Westminster. Er ist ein Treuhänder des Heritage Trust Network, einer landesweiten Wohltätigkeitsorganisation, die sich mit der Rettung des erbauten Erbes Großbritanniens beschäftigt. Tszwai so ist ein Experte in der belarussischen Holzarchitektur und der viktorianischen Architektur und hat zu beiden Themen Beiträge im RIBA Journal veröffentlicht.

## Auszeichnungen
Am 31. Oktober 2016 wurde Tszwai So vom RIBA Journal zu einem Rising Star in der britischen Architektur ernannt. 2017 wurde er von dem American Institute of Architects zum besten britischen Architekten unter 40 Jahren gewählt. Am 26. Oktober 2017 bekam So den Preis als bester junger Kirchenarchitekt des Jahres vom National Churches Trust und dem Duke of Gloucester. Im November 2018 wurde bekannt gegeben, dass die belarussische Kirche von London für den EU-Preis für zeitgenössische Architektur – den Mies van der Rohe-Preis – nominiert wurde.